# Nhà thờ Tin lành ở Ochtiná
Nhà thờ Tin lành ở Ochtiná (tiếng Slovakia: Evanjelický kostol v Ochtinej) là một tòa nhà ban đầu được xây dựng theo phong cách kiến trúc Romanesque-Gothic, tọa lạc trên một ngọn đồi nhỏ ở giữa làng Ochtiná, vùng Košice, Slovakia. Vào ngày 6 tháng 5 năm 1963, nhà thờ này được ghi danh vào Danh sách Di tích Trung ương theo quyết định của Bộ Văn hóa Cộng hòa Slovakia.

## Lịch sử
Nhà thờ Tin lành ở Ochtiná được xây dựng vào thời Trung cổ, cụ thể là cuối thế kỷ 13 hoặc đầu thế kỷ 14. Nhà thờ là một công trình kiến trúc đơn giản có một gian giữa với cửa sổ hình đa giác. Thiết kế của tòa nhà mang các yếu tố của phong cách Romanesque, Gothic và Baroque với nội thất là những bức bích họa có giá trị được trang trí bên trong nhà thờ.
Nhà thờ Tin lành ở Ochtiná đã trải qua một số lần trùng tu và xây dựng lại, cụ thể là trong các giai đoạn: 1340 - 1380, nửa sau thế kỷ 15, thế kỷ 17, thế kỷ 18, 1901 - 1907, và 1958 - 1959. Ban đầu, nhà thờ không có tháp chuông. Tòa tháp chuông hiện tại được xây bổ sung vào nhà thờ trong lần xây dựng được thực hiện vào thế kỷ 18.